# Anairetes
Anairetes (meestirannen) is een geslacht van vogels uit de familie tirannen (Tyrannidae). De wetenschappelijke naam van het geslacht werd in 1850 gepubliceerd door Heinrich Gottlieb Ludwig Reichenbach.

## Soorten
De volgende soorten zijn bij het geslacht ingedeeld:
- Anairetes alpinus – Grijsborstmeestiran
- Anairetes fernandezianus – Juan-Fernandezmeestiran
- Anairetes flavirostris – Geelsnavelmeestiran
- Anairetes nigrocristatus – Zwartkuifmeestiran
- Anairetes parulus – Pluimmeestiran
- Anairetes reguloides – Gestreepte meestiran